# Historia, crítica y apologética de la Virgen nuestra señora del Pilar de Zaragoza

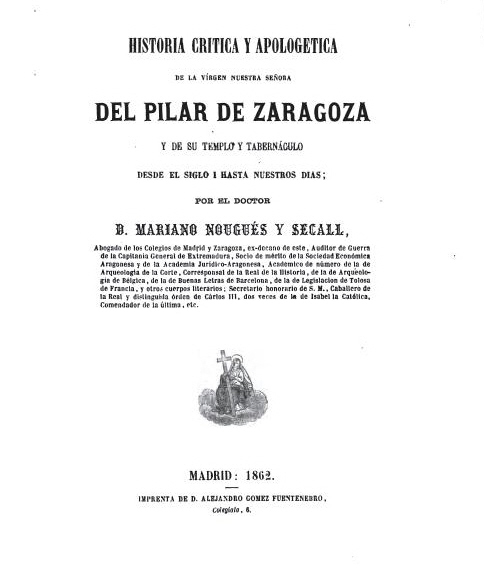
Portada de Historia, crítica y apologética de la Virgen nuestra señora del Pilar de Zaragoza. Madrid, hros. de Alejandro Gómez Fuentenebro.

Historia, crítica y apologética de la Virgen nuestra Señora del Pilar de Zaragoza es una obra de Mariano Nougués Secall, con marcado carácter de investigación historiográfica, aunque en ocasiones su punto de vista es sesgado y tendencioso hacia los cánones de la Iglesia católica. Fue publicado en Madrid en 1862, bajo el patrocinio de Isabel II y su esposo, el rey Francisco de Asís de Borbón.
La obra está dividida en cuatro partes: la primera hace referencia a los primeros siglos (hasta el siglo XIII), la segunda describe el tránsito del Pilar hasta la construcción del templo barroco ene 1681, la tercera informa sobre el estado del templo durante los Sitios de Zaragoza y la cuarta y última es sólo un compendio de sugerencias que el autor hace para concluir más rápidamente el templo del Pilar, pues al ser publicado el libro, en 1862, faltaban diez años todavía para la definitiva inauguración de la Catedral-Basílica de Nuestra Señora del Pilar de Zaragoza.